# Jaakko
Jaakko ist ein finnischer männlicher Vorname.

## Herkunft
Jaakko ist eine finnische Form von Jakob.

## Namenstag
In Finnland feiert man den Namenstag am 25. Juli.

## Varianten
Finnische Varianten des Vornamens sind Jaakob, Jaakoppi, Jaska, Jimi, Kauppo, Jaakki und Jasu.

## Namensträger
- Jaakko Hämeen-Anttila (1963–2023), finnischer Islamwissenschaftler
- Jaakko Hintikka (1929–2015), finnischer Philosoph
- Jaakko Kailajärvi (* 1941), finnischer Gewichtheber
- Jaakko Lyytinen (* 1925), finnischer Diplomat
- Jaakko Mäntyjärvi (* 1963), finnischer Komponist
- Jaakko Paavolainen (1926–2007), finnischer Historiker
- Jaakko Suolahti (1918–1987), finnischer Historiker
- Jaakko Suomalainen (* 1978), finnischer Eishockeyspieler
- Jaakko Tallus (* 1981), finnischer Nordischer Kombinierer.